# 285 (číslo)
Dvě stě osmdesát pět je přirozené číslo, které následuje po čísle dvě stě osmdesát čtyři a předchází číslu dvě stě osmdesát šest. Římskými číslicemi se zapisuje CCLXXXV a řeckými číslicemi σπε.

## Matematika
285 je:
- Deficientní číslo
- Nešťastné číslo
- Příznivé číslo
- Čtvercové pyramidové číslo

## Astronomie
- (285) Regina je planetka hlavního pásu, kterou objevil v roce 1889 Auguste Charlois

## Doprava
- Silnice II/285 je česká silnice II. třídy vedoucí na trase Sedlec – Velichovky – Jaroměř – Městec – Nové Město nad Metují peáž s I/14 – Olešnice v Orlických horách[1][2][3][4]

## Roky
- 285
- 285 př. n. l.